# Pkill

pkill یک ابزار خط فرمان نوشته شده برای استفاده در سیستم‌عامل سولاریس ۷ است. از آن موقع این ابزار در لینوکس و بی‌اس‌دی قرار داده شده است.

## مثال کاربرد
کشتن آخرین فرایند acroread:
```
pkill -n acroread
```

ارسال یک سیگنال USR1 به فرایند acroread :
```
pkill -USR1 acroread
```